# Street Racing Syndicate
Street Racing Syndicate (сокр. SRS; с англ. — «Синдикат уличных гонок») — видеоигра в жанре аркадных автогонок, разработанная студией Eutechnyx и изданная компанией Namco 31 августа 2004 года в Северной Америке для консолей PlayStation 2, GameCube и Xbox. В 2005 году Street Racing Syndicate была выпущена в Европе, а также для персональных компьютеров под управлением Windows. Локализатором выступила компания «Руссобит-М», которая выпустила ПК-версию полностью на русском языке. Была выпущена упрощённая версия игры для портативной системы Game Boy Advance, разработанная Raylight Studios. С 2014 года ПК-версия Street Racing Syndicate издаётся компанией Funbox Media и распространяется в цифровом виде.
Игра посвящена уличным гонкам: действие происходит в Лос-Анджелесе, Филадельфии и Майами, в которых игроку требуется принимать участие в гонках и прочих заездах, зарабатывая наличные деньги и авторитет, а также открывая доступ к новым событиям, автомобилям и девушкам. Автомобили можно подвергнуть тюнингу и стайлингу и ремонту, за который нужно платить, если игроку потребуется устранить полученные в результате столкновений повреждения. Благодаря возможности делать ставки, игроки могут не только получить дополнительные деньги и новые автомобили, но и потерять свои. Помимо одиночных, доступен многопользовательский режим, содержащий как большинство аналогичных типов заездов, так и сделанных специально для мультиплеера.
Аркада разрабатывалась на волне набиравшей популярность тематики уличных гонок в медиаиндустрии, в частности, в видеоиграх. Изначально создание велось под руководством The 3DO Company, но из-за её банкротства права на игру купила компания Namco, которая решила доработать Street Racing Syndicate до современных стандартов; выход игры неоднократно переносился. Пресса сдержанно отнеслась к Street Racing Syndicate, похвалив её за развитие идеи уличных гонок, но раскритиковав недостаточное чувство скорости и негативное изображение женщин.

## Игровой процесс
Street Racing Syndicate представляет собой аркадную гоночную игру, выполненную в трёхмерной графике. Действие происходит на дорогах трёх реальных американских городов — Лос-Анджелеса, Филадельфии и Майами, причём гонки могут проходить как в ночное (Лос-Анджелес и Филадельфия), так и в дневное (Лос-Анджелес и Майами) время суток. Игроку даются в управление автомобили, для каждого из которых указаны такие характеристики, как, например, объём двигателя и максимальная скорость; игрок может выбрать автоматическую, полуавтоматическую или ручную коробку передач. Столкновения приводят к постепенному повреждению автомобиля, что сказывается на внешнем виде и ходовых качествах. Сами гонки могут быть как круговыми (с количеством кругов, варьирующимся от одного до пяти), так и представлять собой спринт (заезд из одной точки в другую), а количество участников, включая игрока, составляет от двух до четырёх. После каждой гонки можно просмотреть её повтор, при этом для таких записей есть встроенная в игру возможность обработки изображения.
Основный, сюжетный режим игры, служащий для её прохождения, — «Уличные гонки». В нём игроку предоставлена карта города, на которую нанесены различные условные знаки — они делятся на городские локации, командные гонки, авторитетные вызовы и уличные гонки. Каждый условный знак можно выделить и, тем самым, выбрать соответствующее событие. Городские локации подразделяются на гараж, автосалон и мастерскую. В гараже игрок может выбрать один из имеющихся во владении автомобилей, в автосалоне — купить новый автомобиль или продать один из имеющихся, а в мастерской — модифицировать и отремонтировать автомобиль. В командных гонках присутствует по три серии из трёх гонок, и победителем в каждой серии становится участник, набравший лучший совокупный результат заездов. Командные гонки подразделяются на легальные и нелегальные. Для того, чтобы участвовать в какой-либо серии, в легальных командных гонках необходима определённая мощность двигателя автомобиля. В нелегальных гонках необходимо определённое количество очков авторитета и наличных денег (на указанную сумму делается ставка). Перед гонкой у игрока есть возможность дополнительно выбрать денежную ставку на одного из соперников, у каждого из которых её размер различен — если по результатам гонки игрок займёт позицию выше этого соперника, то получит себе его деньги, и наоборот. Очки авторитета зарабатываются в каждой гонке — в легальных состязаниях их количество зависит от занятого места, а в нелегальных — и от выполнения различных манёвров (например, обгона соперников и дрифта). В последнем случае можно комбинировать манёвры — это приводит к тому, что зарабатываемые очки с каждым разом умножаются на постепенно возрастающее число. Очки теряются и при потере позиций и столкновениях. В авторитетных вызовах определённая девушка даёт игроку то или иное задание (например, проехать контрольные точки или заработать определённое количество очков авторитета за ограниченное время). При успешном выполнении авторитетного вызова в гараже появляется возможность выбрать девушку в качестве отдающей старт нелегальной гонки, а также просмотреть видеоролики с её участием. У каждой девушки описаны её личные данные, например, хобби и рост. Изначально доступен только один видеоролик с каждой из девушек, однако у большинства открываются ещё два после побед в серии нелегальных командных гонок, если данная девушка была выбрана как отдающая старт. Если же проиграть в серии нелегальных гонок, девушка прекращает быть отдающей старт, уходит к победителю, и её выбор с последующим открытием видеороликов становится недоступным. В уличных гонках игрок с его соперником соревнуются один на один в спринте, и обязательным условием является ставка на определённую денежную сумму, требуемую противником; кроме того, у противника можно отыграть обратно ушедшую к нему девушку.
Для ремонта автомобилей в режиме «Уличные гонки» необходимо заплатить в мастерской или в командных гонках перед выбором серии (в последнем случае стоимость ремонта более высокая), причём игрок может самостоятельно выбрать, какой процент повреждений он хочет устранить: чем дороже автомобиль и больше процент повреждений, тем дороже обходится и ремонт. В режиме «Уличные гонки» игрок может свободно ездить по Лос-Анджелесу, что позволяет добираться до гонок и прочих мест самостоятельно (по желанию можно отметить на мини-карте требуемое место). По городу в данном случае помимо простых горожан также ездят уличные гонщики — если мигнуть одному из таких дальним светом фар, то он предложит гонку (спринт) со ставкой на определённую сумму денег, игрок может согласиться или же отказаться. Во время свободного передвижения игрока по городу также ездит полиция, и если игрок превысит скорость, столкнётся с полицейской машиной или будет замечен как участвовавший в уличных гонках, полиция начинает погоню. Во время погони все командные гонки, авторитетные вызовы и прочие события недоступны, а полиция активно вызывает подкрепление и иногда перекрывает дорогу фургонами. Чем ближе игрок находится к полиции, тем быстрее заполняется шкала поимки, и если она заполнится до конца, то игроку нужно будет заплатить штраф, а в случае отсутствия наличных денег полиция выписывает предупреждение; напротив, если уехать из виду полиции, начнёт заполняться шкала ухода, и при её заполнении до конца погоня прекращается и все события в городе вновь становятся доступными. В городе присутствуют круизные зоны — специальные места, которые задействуют специфику открытого мира: игрок может в них заехать и затем наблюдать за автоматическим движением своего автомобиля по тому или иному району города.
В режиме «Аркада» есть четыре вида заездов — быстрый заезд (нужно выбрать автомобиль, трассу и соревноваться против трёх соперников), чекпойнты (требуется проехать как можно больше контрольных точек до истечения времени, причём при проезде контрольной точки даётся дополнительное время), гонка на выживание (игрок соревнуется против трёх соперников в течение нескольких заездов-раундов, а при поражении прохождение раундов прерывается) и скоростной триал (игрок в одиночку проезжает трассу, устанавливая рекорд времени её прохождения). «Совместная игра» представляет собой многопользовательский режим, который доступен в разных вариантах, в зависимости от платформы. Так, на PlayStation 2, GameCube, Xbox и Windows реализован вариант с технологией разделённого экрана, причём на Xbox он поддерживает до четырёх игроков, а на остальных платформах — только двух. На PlayStation 2, Xbox и Windows присутствуют также вариант до четырёх игроков по локальной сети и через Интернет, причём на Xbox последний реализован с использованием технологии сервиса Xbox Live, а на PlayStation 2 и Windows — GameSpy. В сетевом варианте есть такие типы игры, как быстрая гонка (стандартный заезд на выбранной трассе), гонка с $ (соревнование по сбору значков на автодроме для легальных гонок), командная гонка с $ (тоже соревнование по сбору значков, но с делением на две команды), командная гонка на время (игроки, поделённые на две команды, соревнуются во времени прохождения заезда), командное первенство (игроки, поделённые на две команды, соревнуются в совокупных результатах занятых позиций) и элитная гонка (игроки ставят на кон свои автомобили из режима «Уличные гонки»). 15 апреля 2010 года вследствие отключения сервиса Xbox Live на Xbox онлайн-игра на этой консоли стала недоступной, а 31 мая 2014 года — и на остальных платформах из-за отключения GameSpy. На Game Boy Advance мультиплеер поддерживает двух игроков и реализован путём соединения двух систем с помощью специального кабеля.

## Разработка и выход игры
| Системные требования    | Системные требования                   | Системные требования                                                           |
| ----------------------- | -------------------------------------- | ------------------------------------------------------------------------------ |
|                         | Минимальные                            | Рекомендуемые                                                                  |
| Windows                 |                                        |                                                                                |
| ОС                      | Windows 98/2000/XP                     | Windows 98/2000/XP                                                             |
| ЦПУ                     | Pentium III/Athlon (1 ГГц)             | Pentium IV/Athlon XP (2 ГГц)                                                   |
| Объём ОЗУ               | 256 Мб                                 | 512 Мб                                                                         |
| Место на диске          | 2 Гб                                   | 2 Гб                                                                           |
| Информационный носитель | CD, DVD, цифровая дистрибуция          | CD, DVD, цифровая дистрибуция                                                  |
| Видеокарта              | DirectX 9.0b с 32 Мб памяти            | DirectX 9.0b с 64 Мб памяти                                                    |
| Звуковая плата          | Аудиокарта, совместимая с DirectX 9.0b | Аудиокарта, совместимая с DirectX 9.0b, с аппаратной поддержкой Surround Sound |

Разработка Street Racing Syndicate началась 30 мая 2002 года, когда студия Eutechnyx, имеющая опыт по созданию гоночных игр, подписала соглашение с издателем The 3DO Company о выпуске новой игры про уличные гонки на нескольких платформах летом 2003 года. По словам Джеффа Кретчера, вице-президента по разработке продуктов The 3DO Company, его привлекла узкоспециализированная направленность студии — создание гоночных игр; он предположил, что игра станет отличным образцом жанра. В свою очередь, Брайан Джоблинг, управляющий директор Eutechnyx, заявил, что он рад работать над игрой с The 3DO Company и что игроки не просто получат возможность управлять сверхскоростными автомобилями, а смогут погрузиться в культуру уличных гонок.
Большое внимание разработчики уделили автомобилям, которые лицензированы реальными производителями, такими как Mitsubishi, Toyota, Volkswagen и некоторыми другими: по утверждению создателей, машины в Street Racing Syndicate отличаются высококачественной графической проработкой, вплоть до реалистичных эффектов отражений. Для транспортных средств внедрены возможности тюнинга и стайлинга, причём детали тоже лицензированы реальными производителями, такими как BBS, HKS, Veilside и другими. Помимо этого, реализована проверка характеристик автомобиля на динамометрическом стенде, а сами автомобили и их детали в игре имеют те же цены, что и в реальной жизни. Разработчики обещали реализовать и повреждения автомобилей при столкновениях, которые влияют не только на внешний вид, но и на ходовые качества. В качестве игрового мира разработчики вольно воссоздали такие американские города, как Лос-Анджелес, Майами и Филадельфию, которые полностью открыты, в том числе во время гонок, и содержат некоторые реальные места, например, Голливудский бульвар в Лос-Анджелесе: для точности моделирования городов разработчики сделали десять тысяч фотоснимков. Разработчики подтвердили наличие полицейских погонь, а также ставок на деньги и даже автомобили, в том числе в онлайн-игре. Отличительной особенностью Street Racing Syndicate стала возможность выиграть девушек; специально были отсняты видеоролики с участием реальных девушек-моделей, таких как Шери Робертс, Кайла Ю и других, известных в том числе по автомобильным шоу Hot Import Nights и Import Revolution. В целом, по словам создателей, Street Racing Syndicate содержит элементы как аркадных гоночных игр, так и реалистичных гоночных симуляторов.
Впервые название Street Racing Syndicate было раскрыто 29 августа 2002 на выставке ECTS 2002, где The 3DO Company продемонстрировала игру и раскрыла первые подробности, включая изначально запланированный выход на всех актуальных на тот момент домашних консолях — Xbox, PlayStation 2 и GameCube. Официальный анонс Street Racing Syndicate состоялся 14 октября 2002 года. 7 апреля 2003 года The 3DO Company представила Street Racing Syndicate на пресс-конференции: проект содержал многочисленные игровые механики, которые журналисты нередко сравнивали с ролевыми играми. Так, Street Racing Syndicate содержала календарь, согласно которому определённое время отводилось на заезды, события и даже модификацию автомобилей: например, в определённых ситуациях игроку приходилось бы делать выбор между гонкой и проведением времени с девушкой, что оказывало бы различное влияние на репутацию и заработок денег, а на доставку заказных деталей для автомобиля могло бы уходить до нескольких дней. Девушки могли бы рассказывать игрокам о гонках и соперниках, которые ранее нигде не упоминались. Сам же интерфейс задумывался стилизованным под КПК, который содержал внутриигровую электронную почту, календарь и веб-браузер, и игрокам регулярно должны были приходить письма о предстоящих событиях. 14 мая 2003 года Street Racing Syndicate продемонстрировали на выставке E3 2003. Однако, уже 28 мая The 3DO Company подала заявление о банкротстве, вследствие чего Eutechnyx были вынуждены искать нового издателя для игры. Тем не менее права на издательство по-прежнему продолжали принадлежать The 3DO Company, несмотря на слухи о потенциальном приобретении игры компанией TDK. 30 июля The 3DO Company выставили на продажу Street Racing Syndicate с остальной своей интеллектуальной собственностью. В результате Street Racing Syndicate перешла под контроль Namco, которая 15 августа выкупила наработки за чуть более 1,5 миллиона долларов.
После покупки прав на игру Namco планировали выпустить Street Racing Syndicate осенью 2003 года, однако релиз в это время не состоялся и был перенесён уже на осень 2004 года. По словам представителей Namco, такое решение было принято для того, чтобы доработать игру до современных стандартов геймплея и графики, тем самым позволив ей составить конкуренцию успешной Need for Speed: Underground. Вскоре выход перенесли на более раннюю дату — лето 2004 года. 13 мая 2004 года на выставке E3 2004 была представлена демоверсия Street Racing Syndicate на Xbox. Namco подвергли игру некоторой переработке с целью улучшения механик: так, было решено отказаться от стилизованного под КПК интерфейса и иных заявленных The 3DO Company возможностей, которые задействуются в данном интерфейсе, а также внедрена система заработка очков путём выполнения различных манёвров на дороге, что развивает концепцию Project Gotham Racing 2, где задействован схожий элемент геймплея. По словам продюсера Namco Hometek, Роберта Залота, после перехода Street Racing Syndicate под их контроль игра значительно улучшилась во всех аспектах и стала практически идентична на всех платформах. Так, серьёзной проработке подверглась графическая составляющая, в которой задействованы реалистичные модели автомобилей и усиливающие чувство скорости эффекты: динамическая внутриигровая камера, система частиц, размытие в движении и другие; важной задачей являлось обеспечение работы игры со стабильной и высокой кадровой частотой, до примерно 60 кадров в секунду. Количество комбинаций автомобилей и их улучшений в Street Racing Syndicate, по словам Залота, составляет более 790 миллиардов, а сами автомобили обладают проработанными физическими параметрами, включая расчёт нагрузки на каждое колесо и наличие первой в истории консольных гоночных игр имитации работы аналогового сцепления. По утверждению Залота, ИИ соперников в Street Racing Syndicate проработан таким образом, чтобы он не жульничал и максимально напоминал поведение реального игрока. Залот заявил, что благодаря сочетанию всех названных элементов и механик Street Racing Syndicate занимает уникальное место на рынке гоночных игр, поскольку ранее из-за проблем с лицензированием большинство этих идей было трудно реализовать.
Для Street Racing Syndicate был использован саундтрек в жанрах современный ритм-н-блюз, хип-хоп и рок от таких известных исполнителей и групп, как Том Сальта («Rule The Universe»), The Numbs («What it’s All About»), Coldcut («Re:Volution») и других. Различные композиции играют в зависимости от того, где находится игрок — в гонках, в гараже и так далее. Разработчики старались подобрать качественное музыкальное сопровождение, которое бы поддерживало атмосферу игры. По словам Тома Сальты, одна из композиций которого присутствует в Street Racing Syndicate, музыка обеспечивает эмоциональную связь игрока с игрой, поэтому она всегда должна дополнять и усиливать ощущение от игры: «Меня невероятно вдохновляют образы видеоигр, и я хотел, чтобы они стали важной частью [музыкальной] записи». Сальта отметил, что в последние годы «невероятно» вдохновился на создание музыки для игр, осознавая её большой потенциал, а также выразил мнение, что важным направлением для игр является развитие интерактивной музыки, чего можно будет в полной мере достичь в будущем с развитием технологий и игровых систем в частности. 25 июня 2004 года Namco подтвердили разработку Street Racing Syndicate для персональных компьютеров под управлением Windows. 27 июля для продвижения Street Racing Syndicate Namco объединилась с автомобильными выставками Hot Import Nights и Hot Import Daze в качестве официального спонсора. 18 августа было объявлено о завершении процесса разработки игры и отправке носителей с ней в массовое производство.
Выход Street Racing Syndicate состоялся 31 августа 2004 года на консолях PlayStation 2, GameCube и Xbox в Северной Америке; в Европе выпуск изначально планировался осенью, но был отложен до весны 2005 года, причём на PlayStation 2 и Xbox издателем в данном регионе выступила компания Codemasters. В 2004 году в издательстве BradyGames вышла книга с руководством и дополнительной информацией по игре. 18 января 2005 года Street Racing Syndicate вышла на персональные компьютеры (на которых её издавала компания Hip Games) в Северной Америке; данная версию игры локализовала компания «Руссобит-М», которая выпустила её 4 февраля 2005 года на русском языке, а 24 марта состоялся выход ПК-версии и в странах Европы. 12 апреля 2005 года стало известно о предстоящем показе на выставке E3 2005 Street Racing Syndicate для Game Boy Advance. Данную версию разрабатывала Raylight Studios, и в ходе создания из-за технических ограничений платформы были внесены некоторые изменения: так, в Street Racing Syndicate для Game Boy Advance используется другой движок — Blue Roses (способный воспроизводить полноценное трёхмерное изображение на данной платформе), отсутствует открытый мир, упрощены графика и звук, а также содержится меньше контента (например, автомобилей). Выход Street Racing Syndicate на Game Boy Advance состоялся 4 октября 2005 года в Северной Америке (где издателем выступила компания Destination Software) и 16 декабря того же года — в Европе (где издавалась компанией Zoo Digital Publishing). С 2014 года ПК-версию издаёт компания Funbox Media и ныне эта версия распространяется в различных сервисах цифровой дистрибуции, например, Steam и GOG.com.

## Оценки и мнения
| Сводный рейтинг       | Сводный рейтинг | Сводный рейтинг | Сводный рейтинг | Сводный рейтинг | Сводный рейтинг |
| Издание               | Оценка          | Оценка          | Оценка          | Оценка          | Оценка          |
| Издание               | GBA             | GC              | PC              | PS2             | Xbox            |
| --------------------- | --------------- | --------------- | --------------- | --------------- | --------------- |
| GameRankings          | 48,50 %         | 67,99 %         | 61,00 %         | 65,97 %         | 67,45 %         |
| Metacritic            | N/A             | 64/100          | N/A             | 62/100          | 66/100          |
| MobyRank              | N/A             | 65/100          | 61/100          | 62/100          | 65/100          |
| Иноязычные издания    |                 |                 |                 |                 |                 |
| Издание               | Оценка          | Оценка          | Оценка          | Оценка          | Оценка          |
| Издание               | GBA             | GC              | PC              | PS2             | Xbox            |
| AllGame               | [ 72 ]          | N/A             | [ 73 ]          | [ 74 ]          | N/A             |
| EGM                   | N/A             | 6,33/10         | N/A             | 6,33/10         | 6,33/10         |
| Eurogamer             | N/A             | N/A             | N/A             | 5/10            | N/A             |
| G4                    | N/A             | N/A             | N/A             | 3/5             | N/A             |
| Game Informer         | N/A             | 6,75/10         | N/A             | 6,75/10         | 6,75/10         |
| GamePro               | N/A             | N/A             | N/A             | [ 79 ]          | [ 79 ]          |
| GameRevolution        | N/A             | N/A             | N/A             | C−              | C−              |
| GameSpot              | N/A             | 6,2/10          | N/A             | 6,2/10          | 6,2/10          |
| GameSpy               | N/A             | N/A             | N/A             | [ 19 ]          | [ 82 ]          |
| GameZone              | N/A             | N/A             | N/A             | 6,9/10          | N/A             |
| IGN                   | 5,5/10          | N/A             | N/A             | N/A             | 7,1/10          |
| Nintendo Power        | 5,5/10          | 3,8/5           | N/A             | N/A             | N/A             |
| Nintendo World Report | N/A             | 7,5/10          | N/A             | N/A             | N/A             |
| OPM                   | N/A             | N/A             | N/A             | [ 87 ]          | N/A             |
| OXM                   | N/A             | N/A             | N/A             | N/A             | 7,7/10          |
| PC Gamer (US)         | N/A             | N/A             | 59/100          | N/A             | N/A             |
| Play (UK)             | N/A             | B               | N/A             | B               | B               |
| TeamXbox              | N/A             | N/A             | N/A             | N/A             | 8,1/10          |
| VideoGamer            | N/A             | 4/10            | 4/10            | 4/10            | 4/10            |
| XboxAddict            | N/A             | N/A             | N/A             | N/A             | 2,5/5           |
| Русскоязычные издания |                 |                 |                 |                 |                 |
| Издание               | Оценка          | Оценка          | Оценка          | Оценка          | Оценка          |
| Издание               | GBA             | GC              | PC              | PS2             | Xbox            |
| Absolute Games        | N/A             | N/A             | 62 %            | N/A             | N/A             |
| PlayGround.ru         | N/A             | N/A             | 5,9/10          | N/A             | N/A             |
| «Игромания»           | N/A             | N/A             | 7,0/10          | N/A             | N/A             |
| «Страна игр»          | N/A             | 5,5/10          | 5,5/10          | 5,5/10          | 5,5/10          |

По результатам выставки E3 2004 Street Racing Syndicate была упомянута на ресурсе IGN и на церемонии Game Critics Awards в списке лучших гоночных игр, показанных на выставке. Однако после выхода игра получила смешанные отзывы от рецензентов. В то время, как похвальных оценок удостоились тематика уличных гонок и выбор автомобилей, критики остались разочарованы плохим чувством скорости и спорным изображением женщин. На сайте Metacritic средняя оценка составила 66/100 в версии для Xbox, 64/100 — для GameCube и 62/100 — для PlayStation 2, а на GameRankings — 67,99 % для GameCube, 67,45 % для Xbox, 65,97 % для PlayStation 2 и 61,00 % для PC.
Рецензенты сдержанно отнеслись к игровому процессу Street Racing Syndicate. Некоторые критики отметили в качестве плюсов интересные заезды, но обратили внимание, что в игре нет чувства скорости. Журналистка Eurogamer Элли Гибсон посчитала, что, несмотря на реалистичных соперников (которые умны, но могут случайно ошибаться), играть в Street Racing Syndicate совершенно неинтересно, и главной проблемой тому назвала отсутствие настоящего чувства скорости. Тодд Суньига, критик G4, тоже назвал игру «слишком медленной» и пожаловался на слишком малое разнообразие трасс. Обозреватель Брайан Ги (Game Revolution) хоть и позитивно отнёсся к возможностям гонять в представленных больших городах, но сами гонки его не впечатлили. Представитель GamePro под ником Tokyo Drifter посчитал, что Street Racing Syndicate неплохо справляется со стилем «исследуй город и найди, чем заняться», хотя тоже заметил неудовлетворительное чувство скорости даже с использованием нитро. Джефф Герстман (GameSpot) заявил, что гонки в игре довольно скучны, а чувство скорости не особенно хорошее, но отметил достойный искусственный интеллект соперников («создаётся впечатление, что другие гонщики поставлены с вами в равные условия»). Расс Фишер (GameSpy) довольно прохладно воспринял игровой процесс: открытый мир, по его словам, кажется пустым, ИИ соперников — «хитрым», а скорость — «очень медленной». Хуан Кастро (IGN) оставил противоречивый отзыв, отметив, что Street Racing Syndicate «одновременно преуспевает и терпит неудачу как гоночная игра»: были позитивно восприняты разнообразие заездов и открытый мир, но замечено, что игре «не хватает азарта из-за отсутствия скорости и уверенного контроля [автомобилей]». Журналист «Игромании», Игорь Варнавский, хоть и отметил качественную презентацию (например, ролики между гонками), раскритиковал чувство скорости, «читерскую» полицию и трудность ориентирования в городах. Игорь Сонин («Страна игр») хоть и отнёс к плюсам популярную тематику, но негативно оценил однообразную кампанию и «потерявшееся» ощущение скорости. Критики также позитивно отнеслись к качественному мультиплееру, но отметили в нём те же минусы, что и в одиночной игре.
Автомобили, их настройки и физическая модель критики тоже оценили неоднозначно. Рецензенты посчитали выбор автомобилей и деталей достаточно большим, но однообразным, а физическую модель — несбалансированной. Гибсон отметила, что выбор автомобилей «приличный», по большей части они управляются реалистично, а их настройка может развлекать автолюбителей часами; в то же время критике подверглись нереалистичные аварии, а также несколько запутанное и заторможенное меню модификации. Суньига назвал множество способов изменения технических и визуальных параметров автомобиля основным плюсом игры. Напротив, отрицательное впечатление сложилось у Ги, который назвал модификацию «не лучшей», а выбор автомобилей — небольшим («вы часто найдёте несколько практически идентичных версий одного и того же автомобиля»). Герстман отметил «приличное» разнообразие автомобилей (хоть и покритиковал отсутствие бренда Honda), возможности по их настройке, а также управление (особенно разницу между машинами), но к недостаткам отнёс «нереальные и крайне неудовлетворительные» аварии. Фишеру понравилось множество автомобилей и запчастей для них: управление называлось таким, каким и должно быть, а возможности модификации транспорта — «единственной настоящей изюминкой игры» (в качестве недостатка критик отметил «невыносимо медленный» интерфейс). Кастро выделил те же достоинства, заметив, что больше всего удовольствия Street Racing Syndicate приносит в гараже — «дух игры» критик усматривал в нём, а не на улицах. К положительным сторонам отнесены отлично смоделированные автомобили, которые управляются так, как и должны, а также обширные возможности их модификации. Варнавский отметил «невиданный» ассортимент запчастей, заметив, что такое разнообразие «идёт уже скорее во вред»; тем не менее управление обозреватель оценил негативно («автомобиль скорее напоминает утюг на гладильной доске с надетым сверху кузовом от спорт-кара»). Отрицательный отзыв оставил Сонин, который посчитал систему повреждений «игрушечной» и «непотребной» и неодобрительно воспринял отсутствие автомобилей Honda. Те же минусы отметил Михаил Калинченков (AG.ru), раскритиковав малое количество автомобильных марок, «катастрофически бедный» тюнинг и невнятную физику.
Разносторонние, в основном негативные отзывы критики оставили о девушках в игре. В частности, возможности выиграть их в качестве подружек и смотреть ролики с их участием казались рецензентам нелепой идеей. Гибсон, говоря о девушках в игре, с иронией заметила, что Eutechnyx «придумали концепцию, которая, вероятно, позволит продать больше копий игры, чем того стоит». Суньига посчитал, что элемент Street Racing Syndicate с женщинами кажется «притянутым» («в этом нет стиля, просто плохой вкус») и, по его мнению, понравится лишь тем, кто никогда не целовался с девушкой. Ги отнёсся к девушкам в игре неоднозначно, заметив, что они присутствуют для вида и не задействованы в игровом процессе. Герстман же заявил, что аспект подруг в игре «настолько поверхностен, насколько это возможно». Фишер посчитал выигрышных девушек «невероятно глупыми» (отметив, что из-за этой «особенности» игра кажется более дешёвой и совершенно неловкой). Льюис Бедиган (GameZone) заявил, что «так называемые взрослые сексуальные темы настолько плохи, что забавны»: движения девушек в роликах неуклюжи, и большинству их нарядов не хватает сексуальной привлекательности. Том Орри (VideoGamer.com) написал, что подружки и то, как они изображены в игре, довольно нелепы («это одна из самых странных наград, которые я видел в видеоиграх»). Калинченков сдержанно оценил «непривлекательных дамочек с никому не нужными личными данными» и заметил, что их «простенькие» задания необязательны («кого могут привлечь убогие видеоролики и возможность взять избранницу на старт заезда?»). Крайне негативно к отображению девушек в игре отнёсся Сонин, назвав подружек «безвкусными», а видео с ними — «позорищем» («похоже, сотрудники Eutechnyx снимали ролики в подвале студии»). Некоторые критики оставили о девушках более благосклонные мнения. Tokyo Drifter посчитал девушек основным стимулом играть в Street Racing Syndicate. Кастро на 8 баллов из 10 оценил процесс получения девушек, хоть и написал, что видео с ними могут как понравиться, так и вызвать отторжение, что зависит от личных предпочтений; обозреватель отметил, что разработчики задействовали реальных фотомоделей, известных в гоночной среде.
Графика игры получила противоречивые, но в целом положительные оценки. Модели автомобилей журналисты называли проработанными, а города — детализированными. Гибсон похвалила хорошую прорисовку моделей автомобилей и детализированные трассы с красивыми эффектами (особенно ей понравилось, как появляется солнце на трассах в пустыне). Суньиге, с одной стороны, понравилась открытость городов, но, с другой, он остался в недоумении оттого, почему асфальт в Лос-Анджелесе и Майами постоянно мокрый, как после дождя. Ги сравнил графику игры с таковой в Need for Speed: Underground, заметив, что модели автомобилей не так «отполированы», как в продукте Electronic Arts, но при этом имеют «приличную» визуализацию повреждений. Герстман позитивно отозвался о графике Street Racing Syndicate, похвалив хорошие модели автомобилей, достойное окружение и эффекты (например, размытие). Фишер тоже положительно отнёсся к графике, назвав Street Racing Syndicate красивой игрой: «улицы и автомобили гладкие и блестящие, а красочно освещённые города создают привлекательные фоны для каждой гонки». Кастро в целом оставил позитивный отзыв о графике, хотя и заметил, что для неё можно было бы использовать более чёткие текстуры и немного «лоска». Сонин причислил сияющие неоном ночные трассы к достоинствам игры. Тем не менее не все рецензенты остались довольны графикой Street Racing Syndicate. Орри отнёс «устаревшие визуальные эффекты» к недостаткам: моделям автомобилей и окружающим объектам, по мнению обозревателя, не хватает детализации, а повреждения транспортных средств выглядят не так реалистично, как в Burnout 3: Takedown и Forza Motorsport. Ричард Бергин (XboxAddict.com) хоть и отметил «потрясающе» выглядящие автомобили, тем не менее подверг критике недостаточную детализацию трасс (из-за которой, по утверждению рецензента, иногда трудно разглядеть повороты даже с наличием неоновых указателей), незначительную визуализацию повреждений и «уродливые» трёхмерные модели девушек. Калинченкову не понравилась слабая графическая проработка игрового мира: «палитра слишком скудна, текстура асфальта со световыми пятнами от фар режет глаз, «motion blur» невыразителен…».
Звуковая составляющая Street Racing Syndicate тоже получила смешанные отзывы. Рецензенты посчитали эффекты относительно реалистичными, но при этом критиковали однообразный саундтрек. «Треков не так много, а это значит, что вы будете слышать одни и те же плохие песни снова и снова» — написал Ги, и высказал мнение, что игре не хватает функции радио. Суньиге отметил, что различные звуковые эффекты хороши, но выбор музыки в лучшем случае можно назвать лишь неплохим. Герстман был под положительным впечатлением от эффектов автомобилей, отметил различные для разных машин звуки выхлопа и переключения передач, но при этом весьма негативно отозвался о «слабой» музыке, которая, по его мнению, не вписывается в происходящее и, по большей части, не вызывает желание её слушать. Фишер отнёс звуковые эффекты автомобилей к плюсам игры. Кастро заявил, что повторяющиеся треки раздражают, но эффекты, с другой стороны, звучат довольно убедительно. Дейл Нардоци (TeamXbox) отнёс к плюсам поддержку технологии Dolby Digital, а также отметил, что звуковые эффекты точны и хорошо имитируют звуки двигателей небольшого объёма; при этом саундтрек, по словам обозревателя, нуждается в большой доработке и не способен сравниться с таковым из Need for Speed: Underground. Орри заметил, что саундтрек в Street Racing Syndicate такой, какой игроки и ожидают услышать, но он заметно уступает таковому из Midnight Club 3: DUB Edition. Бергину звуковые эффекты показались «пресными» и «типичными» (например, двигатели, за исключением нескольких изменений тона, кажется, что звучат одинаково), а весь рэп-саундтрек немного утомительный и не отличается разнообразием; озвучивание было названо «приличным», но и не выдающимся (в частности, девушки, по мнению критика, звучат «бестолково и глупо», а напарник главного героя при этом — «достаточно интересно»). Варнавский отрицательно отнёсся к звуковым эффектам, в частности, отметив, что звук двигателя «синтетический» и «неестественный» и что музыки практически нет («в Street Racing Syndicate она просто дребезжит где-то на заднем плане — даже если бы её не было, вы бы всё равно ничего не заметили»). Негативно к звуковым эффектам отнёсся и Калинченков. Кроме того, объектом критики стало и отсутствие поддержки пользовательской музыки в версии для Xbox.
Значительной критике подверглась версия Street Racing Syndicate для Game Boy Advance, которая получила среднюю оценку 48,50 % на GameRankings. Главными причинами тому были низкая частота кадров и неудобное управление. Лукас М. Томас (IGN) раскритиковал довольно чувствительное управление, из-за которого игроки на первых порах будут постоянно врезаться в стены — по словам обозревателя, к такому управлению можно привыкнуть, но и полностью приспособиться к нему не удастся. Данная проблема усугублена и низкой частотой кадров, при том, что трёхмерная графика выглядит хорошо лишь в статике и на Game Boy Advance уже не так впечатляет, как раньше; в качестве частичного решения этого недостатка рецензент посоветовал переключить внутриигровую камеру на вид от первого лица, что значительно увеличивает кадровую частоту и позволяет легче ориентироваться в поворотах. Кроме того, критик отметил недостатки, присущие и другим версиям игры (например, стереотипное и возмутительное изображение женщин). В журнале Nintendo Power Street Racing Syndicate для Game Boy Advance тоже была подвергнута критике за невысокую частоту кадров и проблемы с управлением.